# Cattedrale di Limoges
La cattedrale di Santo Stefano (in francese cathédrale Saint-Étienne) è il principale luogo di culto cattolico di Limoges, nel Limosino, Francia, e chiesa madre della diocesi omonima.
Dal 1862 è monumento storico di Francia.

## Storia
La costruzione di una nuova cattedrale per la diocesi di Limoges iniziò nel 1273 a partire dal coro, che venne così collegato alla navata della precedente cattedrale romanica, che ancora non era stata demolita. Una prima interruzione dei lavori si ebbe nel 1327 per mancanza di fondi.
Nel 1387 ripresero i lavori per alcuni anni, durante i quali furono erette le mura del transetto e venne rinforzata la torre campanaria romanica. A causa della Guerra dei Cent'anni i lavori si fermarono nuovamente. Tra il 1485 e il 1499 furono erette le prime due campate delle navate, le due più vicine alla crociera e, tra il 1516 e il 1541, venne portata a compimento la costruzione del transetto.
Le rimanenti tre campate delle navate vennero costruite soltanto nella seconda metà del XIX secolo, e nel 1888 venne conclusa la costruzione della chiesa.

## Descrizione
La cattedrale di Santo Stefano sorge nel centro storico di Limoges, non lontana dal fiume Vienne.

### Esterno

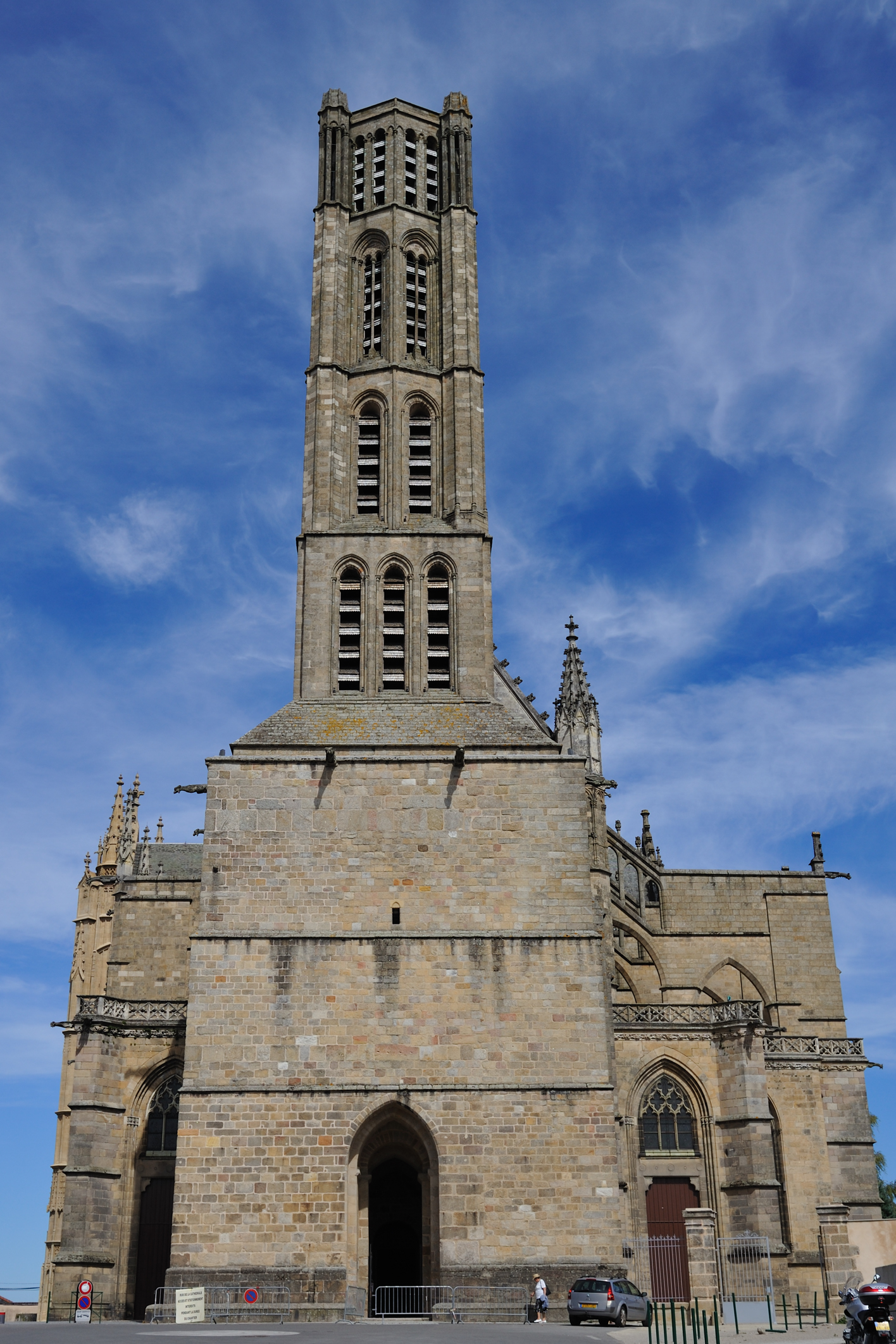
Campanile

Esternamente, l'edificio è dominato dall'alta torre campanaria romanica, che, con la sua larga base, costituisce di fatto la facciata della chiesa. La torre vera e propria è costituita da quattro ordini sovrapposti, a pianta quadrata l'ordine inferiore e a pianta ottagonale i tre superiori. A ciascuno dei quattro angoli si trova una torretta ottagonale che percorre il campanile per tutta la sua altezza. La torre ospita un concerto di cinque campane.
Il resto della chiesa, invece, è in stile gotico; notevole è la facciata del braccio sinistro del transetto, realizzata tra il 1516 e il 1541. Essa è stretta fra due torrette terminanti con guglia ed è divisa in due ordini sovrapposti: nell'ordine inferiore, decorato con archetti ciechi ogivali, ospita il portale con slanciata ghimberga; l'ordine superiore, invece, presenta un'elaborata polifora. La facciata del transetto termina, in alto, con una cuspide triangolare.

### Interno

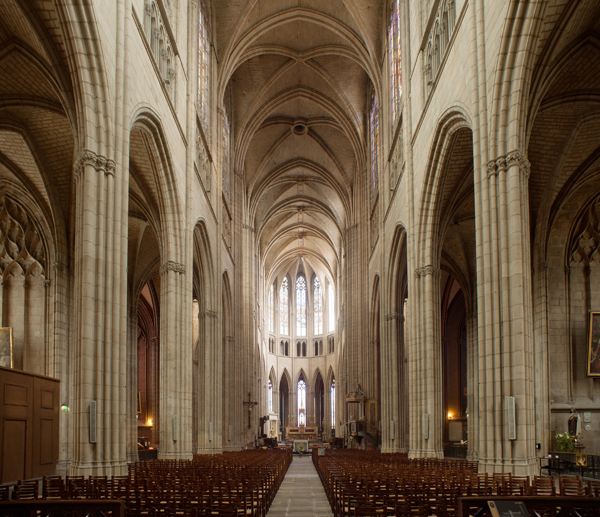
Interno

L'interno della cattedrale di Santo Stefano è a croce latina, con tre navate di cinque campate ciascuna che continuano anche oltre la crociera per poi ricongiungersi (le navate laterali) in deambulatorio intorno all'abside poligonale. Lungo le navate e il deambulatorio si aprono delle cappelle laterali.
Le pareti della navata centrale seguono il seguente schema: in basso vi sono gli archi a sesto acuto, uno per campata, che mettono in comunicazione la navata centrale con le navate laterali; al disopra degli archi vi è il triforio e, sopra quest'ultimo, il cleristorio, con una quadrifora per campata. A ridosso della controfacciata è stato collocato nel 1888 lo jubé rinascimentale, realizzato da Jean Arnaud che lo portò a termine intorno al 1536; negli otto pannelli a rilievo, sono raffigurate le Gesta di Ercole.
L'area del presbiterio è rialzata di alcuni gradini rispetto al resto della chiesa. L'altare maggiore post-conciliare è di forma cubica, ed è affiancato da un crocifisso ligneo, sulla sinistra, e dal pulpito barocco (sulla destra). In fondo all'abside si trova l'altare maggiore ottocentesco in stile neogotico, in marmi policromi.
Al di sotto delle prime due campate del coro si sviluppa la cripta dell'antica cattedrale romanica; essa ha forma semicircolare ed è suddivisa in tre navatelle da colonnine. Le pareti e le volte presentano frammenti dell'originaria decorazione pittorica a fresco, databile al XII secolo.

### Organi a canne
A ridosso della parete di controfacciata, in posizione aggettante, si trova l'organo a canne principale della cattedrale, costruito nel 1963 dalla ditta organaria Danion-Gonzalez e dalla stessa restaurato e modificato nel 1986; lo strumento si articola su tre livelli e il suo prospetto venne disegnato dall'architetto Jean Creuzot. È a trasmissione elettrica e dispone di 48 registri; la sua consolle, collocata sul sottostante jubé, ha tre tastiere e pedaliera.
Al di sotto della prima arcata di destra del coro vi è un secondo organo a canne, costruito nel 1850 da Pierre-Alexandre Ducroquet e restaurato ed ampliato da Joseph Merklin nel 1891 e da Robert Boisseau nel 1925 e nel 1940. Il suo materiale fonico, accolto entro una cassa in stile neogotico, è classificato come monumento storico di Francia. Lo strumento ha 16 registri distribuiti su due manuali e pedale.